# Кампомороне
Кампоморо̀не (на италиански: Campomorone; на лигурски: Canpomon, Канпомон) е градче и община в Северна Италия, провинция Генуа, регион Лигурия. Разположено е на 118 m надморска височина. Населението на общината е 7300 души (към 2011 г.).